# Eugenia intermedia
Eugenia intermedia är en myrtenväxtart som beskrevs av Otto Karl Berg. Eugenia intermedia ingår i släktet Eugenia och familjen myrtenväxter. Inga underarter finns listade i Catalogue of Life.